# アジアの天使
『アジアの天使』（アジアのてんし、朝: 당신은 믿지 않겠지만）は、石井裕也監督の2021年公開の映画。主演は池松壮亮。
2021年3月14日、大阪アジアン映画祭にてクロージング作品として上映される。

## 概要
妻を亡くし兄を頼って8歳の息子と共に日本から韓国に渡る主人公を池松壮亮、ソウルで売れないタレントをしながら兄妹との関係に悩むヒロインをチェ・ヒソ、韓国で働きながらもその日暮らしの生活をしている主人公の兄をオダギリジョーが演じる。日本と韓国の貧困にあえぐ家族が出会い、新しい家族の形を模索していく物語。

## 製作
石井裕也監督が初めて韓国のクリエイターとタッグを組んだ本作は、オール韓国ロケで殆どのスタッフ、キャストが韓国チームという環境で撮影された。
2020年2月から韓国で撮影が始まると、同時期に新型コロナウイルス感染症の流行が始まり、世界の状況も徐々に悪化していく中で対策を取りながら3月に無事クランクアップを迎えた。

## キャスト
- 青木剛 - 池松壮亮
- チェ・ソル - チェ・ヒソ
- 青木透 - オダギリジョー
- チェ・ジョンウ - キム・ミンジェ（朝鮮語版）
- チェ・ポム - キム・イェウン（朝鮮語版）
- 青木学 - 佐藤凌
- 天使 - 芹澤興人

## スタッフ
- 監督・脚本 - 石井裕也
- エグゼグティブプロデューサー - 飯田雅裕
- プロデューサー - 永井拓郎、パク・ジョンボム、オ・ジユン
- 撮影 - キム・ジョンソン
- 音楽 - パク・イニョン
- 製作会社 - 『アジアの天使』フィルムパートナーズ （朝日新聞社、RIKIプロジェクト、D.O.CINEMA、北海道文化放送、UNITED PRODUCTIONS、ひかりTV、カラーバード）（制作プロダクション：RIKIプロジェクト、SECONDWIND FILM）[6]
- 配給会社 - クロックワークス
- 助成：文化庁文化芸術振興費補助金（映画創造活動支援事業）独立行政法人日本芸術文化振興会、KOFIC、ソウルフィルムコミッション、カンウォンドフィルムコミッション